# 西尾有未
西尾 有未（にしお ゆみ、1988年 - ）は、日本のデザイナー、アートディレクター。

## 人物
「株式会社 240 PLANNING OFFICE」代表。神奈川県出身。日本大学藝術学部デザイン学科卒業。
主な代表作はキャラクターデザイン「にしこくん」。
キャラクターマネジメントから広告まで、プラニングを中心とした幅広いアートワークを手がける。

### 詳細
幼い頃からモノヅクリを好み、8歳の頃から約10年間、絵画教室に通う。
父の仕事の都合で小学3年生から4年生までの約1年間をカナダのモントリオールで過ごす。 英語もフランス語も全く理解できないまま現地の学校へ通う事となり、困惑しながらも 絵や図は言葉の壁を越えることを体感する。 
日本では見た事のない奇抜な色のジェリービーンズやチュッパチャップスに驚愕、 海外のポップカルチャーに感銘を受ける。
大学ではコミュニケーションデザインを専攻。大学時代後半に生み出した「にしこくん」がゆるキャラグランプリ2011にて全国第3位に入賞したことをきっかけに独立。現在代表をつとめる240 PLANNING OFFICEを設立する。
「新しい価値観の創造」をテーマにデザインからプラニングまで幅広いアートワークに従事。
2014年1月には朝日新聞「広告特集」にて大きくインタビューが掲載される。
2015年9月には青山で個展が開催され、アーティストとしての一面も持つ。

## 来歴
- 1988年：神奈川県生まれ
- 1997年〜1998年：CANADA Parkdale Elementary School
- 2011年：日本大学芸術学部デザイン学科卒業
- 2012年：株式会社 240 PLANNING OFFICE 設立

## 出版歴
- 2012年12月：「ブンブンブック にしこくん」（講談社）
- 2014年12月：「いろいろ いろこくん〜にしこくんとカラフルな仲間たち〜」（ポプラ社）

## アート出展歴
- 2015年09月：自身初となる個展「NISHIKOKUN展」を青山のギャラリーにて開催
- 2016年07月：JAPAN EXPO 2016 WABI-SABI パビリオンに作品出展
- 2016年09月：武蔵国分寺本堂にて「西尾有未 NISHIKOKUN ART展」を開催。武蔵国分寺の歴史上初のアート展開催となる
- 2017年07月：634展示室にて個展「THE YAKUSHI」開催。国指定重要文化財である武蔵國分寺の本尊を描いたポップアート作品を展示
- 2017年11月：イギリス ロンドン HYPER JAPAN 2018 MIYABI パビリオンに作品出展